# Рјазањска митрополија
Рјазањска митрополија (рус. Рязанская митрополия) митрополија је Руске православне цркве.
Образована је одлуком Светог синода од 5/6. октобра 2011, а налази се у оквиру граница Рјазањске области. У њеном саставу се налазе три епархије: Касимовска, Рјазањска и Скопинска.

## Митрополити
- Павле Пономарев (8. октобар 2011 — 25. децембар 2013)
- Венијамин Зарицки (од 25. децембра 2013)